# طعنه (آلبوم)
 طعنه نام یک آلبوم موسیقی اثر خشایار اعتمادی، هنرمند ایرانی است که در سبک پاپ تهیه شده و دارای ۱۲ آهنگ است.

## فهرست آهنگ‌ها
| ردیف | آهنگ     |
| ۱    | پریزاد   |
| ۲    | تحملم کن |
| ۳    | نازنین   |
| ۴    | بیگانه   |
| ۵    | رفیق     |
| ۶    | بی قرار  |
| ۷    | فریاد    |
| ۸    | مارو باش |
| ۹    | طعنه     |
| ۱۰   | پای تو   |
| ۱۱   | بی کلام  |
| ۱۲   | بی کلام  |